# Hans-Jürgen Pitsch
Hans-Jürgen Pitsch (* 1940) ist ein deutscher Pädagoge, Sonderschulrektor a. D. und Hochschullehrer. Nach seiner Ausbildung zum Volksschullehrer und Sonderschullehrer für Lernbehinderte, Verhaltensgestörte und Geistigbehinderte war er in der Lehrerbildung tätig und übte insgesamt 22 Jahre das Amt des Schulleiters an Schulen für Geistigbehinderte aus. Außerdem übernahm er eine Beraterfunktion in Südkorea. Bis 2008 lehrte er Didaktik und Methodik des Unterrichts von geistig behinderten Schülern an der Universität Luxemburg.
Hans-Jürgen Pitsch bezieht sich in vielen seiner Arbeiten auf die Tätigkeitstheorie der Kulturhistorischen Schule der sowjetischen Psychologie. Schwerpunkte liegen hierbei auf der Aneignungspsychologie von Pjotr Jakowlewitsch Galperin, dem Konzept der Zone der nächsten Entwicklung nach Lew Semjonowitsch Wygotski und der Beschreibung menschlicher Entwicklung durch die Abfolge der Dominierenden Tätigkeiten nach Alexei Nikolajewitsch Leontjew. Die Tätigkeitstheorie setzt Pitsch in Beziehung zur westlichen Lern- und Entwicklungspsychologie, etwa nach Jean Piaget, Hans Aebli und Winfried Hacker. Vor diesem Hintergrund erweitert Pitsch die Entwicklungslogische Didaktik von Georg Feuser und knüpft somit an die materialistische Behindertenpädagogik Feusers und Wolfgang Jantzens an. Auf dieser Grundlage argumentiert Pitsch für einen handlungsorientierten Unterricht im Sinne von Heinz Mühl, der ein projektorientiertes Vorgehen im Unterricht mit Kindern mit geistiger Behinderung nahelegt.

## Werke
- Zur Entwicklung von Tätigkeit und Handeln Geistigbehinderter. Athena-Verlag Oberhausen, 2002. ISBN 978-3-89896-136-3
- Zur Didaktik und Methodik des Unterrichts mit Geistigbehinderten. 4. überarb. und erweiterte Aufl., Athena-Verlag Oberhausen, 2011. ISBN 978-3-89896-455-5
- Zur Theorie und Didaktik des Handelns Geistigbehinderter. 2. Auflage, Athena-Verlag Oberhausen, 2005. ISBN 978-3-89896-151-6
- Zur Methodik der Förderung der Handlungsfähigkeit Geistigbehinderter. Athena-Verlag Oberhausen, 2003. ISBN 3-89896-163-X
- Mit Ingeborg Thümmel: Handeln im Unterricht: zur Theorie und Praxis des handlungsorientierten Unterrichts mit Geistigbehinderten. Athena-Verlag Oberhausen, 2005. ISBN 978-3-89896-237-7
- Mit Ingeborg Thümmel: Methodenkompendium für den Förderschwerpunkt geistige Entwicklung. Band 1: Basale, perzeptive, manipulative, gegenständliche und spielerische Tätigkeit. Athena-Verlag Oberhausen, 2015. ISBN 978-3-89896-588-0
- Mit Ingeborg Thümmel: Methodenkompendium für den Förderschwerpunkt geistige Entwicklung. Band 2: Lernen in der Schule. Athena-Verlag Oberhausen, 2015. ISBN 978-3-89896-615-3
- Mit Ingeborg Thümmel: Methodenkompendium für den Förderschwerpunkt geistige Entwicklung. Band 3: Lernen in der Sekundarstufe II. Athena-Verlag Oberhausen. 2017. ISBN  978-3-89896-633-7
- Mit Ingeborg Thümmel: Lebenschancen für Menschen mit geistiger Behinderung im Alter. Athena-Verlag Oberhausen 2017. ISBN 978-3-89896-696-2
- Mit Arthur Limbach-Reich: Lernen und Gedächtnis bei Schülern mit kognitiver Behinderung. Verlag Kohlhammer Stuttgart. 2019. ISBN 978-3-17-034709-0
- Mit Ingeborg Thümmel: Gestern konnte ich's noch! Menschen mit geistiger Behinderung und Demenz professionell begleiten. wbv Publikation Bielefeld. 2020. ISBN 978-3-7639-6124-5
- Mit Ingeborg Thümmel: Konzepte – Verfahren – Methoden. Sonderpädagpgischer Schwerpunkt Geistige Entwicklung. Verlag Kohlhammer Stuttgart. 2023. ISBN 978-3-17-040404-5